# Ken Terauchi
Ken Terauchi (en japonés: 寺内健, Terauchi Ken; Takarazuka, 7 de agosto de 1980) es un deportista japonés que compitió en saltos de trampolín y plataforma.
Ganó una medalla de bronce en el Campeonato Mundial de Natación de 2001, en la prueba de trampolín 3 m. En los Juegos Asiáticos consiguió tres medallas de bronce, dos en 2006 y una en 2018.
Participó en seis Juegos Olímpicos de Verano, entre los años 1996 y 2020, ocupando el quinto lugar en Sídney 2000 (plataforma 10 m), el octavo en Atenas 2004 (trampolín 3 m) y el quinto en Tokio 2020 (trampolín 3 m sincro).

## Palmarés internacional
| Campeonato Mundial | Campeonato Mundial  | Campeonato Mundial | Campeonato Mundial   |
| Año                | Lugar               | Medalla            | Prueba               |
| ------------------ | ------------------- | ------------------ | -------------------- |
| 2001               | Fukuoka (Japón)     | Medalla de bronce  | Trampolín 3 m        |
| Juegos Asiáticos   |                     |                    |                      |
| Año                | Lugar               | Medalla            | Prueba               |
| 2006               | Doha (Catar)        | Medalla de bronce  | Trampolín 1 m        |
| 2006               | Doha (Catar)        | Medalla de bronce  | Trampolín 3 m        |
| 2018               | Yakarta (Indonesia) | Medalla de bronce  | Trampolín 3 m sincro |